# Christian Ludvig Lange
 Der er flere personer med dette navn, se Christian Lange.
Christian Ludvig Lange (17. februar 1866 i København – 12. oktober 1913) var en dansk skuespiller. Han var engageret på Folketeatret i årene 1890-92 og ved Casino 1892-93. I hans sidste år medvirkede han i en række danske stumfilm – de sidste udgivet posthumt.
Christian Lange var søn af translatør og krigssekretær  Carl Wilhelm Lange (1870-1875) og hustru Dorothea Stibolt (1833-1898), og bror til skuespillerinden Emma Thomsen (1863-1910). Han døde den 12. oktober 1913 og ligger begravet på Assistens Kirkegård i København.

## FIlmografi
- 1913 – Bristet Lykke (instruktør August Blom)
- 1913 – Atlantis (instruktør August Blom)
- 1913 – Prinsesse Elena (instruktør Holger-Madsen)
- 1913 – Lykken svunden og genvunden (instruktør Hjalmar Davidsen)
- 1913 – En farlig Forbryderske (instruktør Eduard Schnedler-Sørensen)
- 1913 – Den gamle Majors Ungdomskærlighed (instruktør Axel Breidahl)
- 1913 – Kongens Foged (instruktør Sofus Wolder)
- 1913 – Lykkens lunefulde Spil (instruktør Sofus Wolder)
- 1913 – Giftslangen (instruktør Hjalmar Davidsen)
- 1913 – Staalkongens Villie (instruktør Holger-Madsen)
- 1913 – Frk. Studenten (instruktør Sofus Wolder)
- 1913 – Privatdetektivens Offer (instruktør Sofus Wolder)
- 1913 – Styrmandens sidste Fart (instruktør Eduard Schnedler-Sørensen)
- 1913 – Fem Kopier (instruktør August Blom)
- 1913 – Et Mandfolk til Auktion (instruktør Axel Breidahl)
- 1914 – Under Skæbnens Hjul (instruktør Holger-Madsen)
- 1914 – Fra Mørke til Lys (instruktør Hjalmar Davidsen)
- 1914 – Hammerslaget (instruktør Robert Dinesen)
- 1914 – Moderen (instruktør Robert Dinesen)
- 1914 – Skyldig? - ikke skyldig? (instruktør Karl Ludwig Schröder)